# 성전사 전승 작탁의 기사
《성전사 전승 작탁의 기사》(聖戦士伝承・雀卓の騎士)는 PC엔진 용 마작 게임 소프트웨어다.

## 개요
SUPER CD-ROM² 소프트로서 1994년 8월 1일에 니혼 물산 (日本物産)에서 발매. 정가 8500엔 (부가세 별도). 2인용이다.
'성전사' '호라 로드' 등의 용어가 어지럽게 난무하는 판타지 세계를 무대로 한 작품. 애니메이션 "성전사 단바인"의 패러디한 색채가 강한 게임이지만, 작화 감독 캐릭터 디자인의 본가인 코가와 토모노리를 기용하고 있다. 이 작품은 코가와의 사이트의 디스코그래피에도 게재되고 있다.